# WTVG

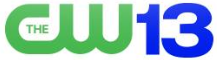
Logo de CW 13

WTVG est une station de télévision américaine ayant une autorisation pour la zone de couverture de Toledo dans l'Ohio. Elle est détenue par Gray Television et affiliée au réseau ABC. Les studios sont situés au 4247 Dorr Street à Toledo et l'émetteur est situé à Oregon dans le Comté de Lucas. La société a été une filiale de la Walt Disney Company de 1995 à 2010.

## Historique
Le 21 juillet 1948, la société Storer Broadcasting propriétaire des stations de radio WSPD lance la chaîne WSPD-TV depuis des studios situés au 136 Huron St. dans le centre-ville de Toledo. La chaine débute comme affilié primaire de NBC, à l'instar de la radio mais propose des programmes de ABC, CBS et DuMont.
En 1955, Storer change d'affiliation pour CBS, avec laquelle la société à des affinités, et avec la fermeture du réseau DuMont en 1956, WSPD-TV choisit comme seconde affiliation ABC. 
En 1958, CBS décide de donner les licences d'affiliations radio et télévision à la nouvelle station WTOL. Storer décide de devenir une station affiliée à ABC, tout en conservant NBC comme seconde affiliation. 
Dans les années 1970, comme Storer possédait le groupe WJBK-AM-FM-TV à Détroit et WJW-AM-FM-TV à Cleveland, toutes deux affiliées à CBS et que le signal de WSPD pouvait être capter depuis Détroit et Cleveland, la Federal Communications Commission (FCC) impose sa règle de la même zone de marché. Storer revend donc la chaîne WSPD-FM au début des années 1970 puis WSPD-AM en 1979. WSPD-TV est alors renommée WTVG.
En 1985, la société Kohlberg Kravis Roberts & Co. prend le contrôle de Storer Broadcasting mais doit revendre en 1987 ses actifs à Gillett Communications sauf WTVG qui est reprise par un groupe d'investisseurs locaux et d'employés nommé Toledo Television, Inc.. 
En 1991, SJL Broadcast Management rachète Toledo Television, Inc.
En 1994, la société New World Communications signe un accord d'affiliation avec la Fox Broadcasting Company pour toutes ses stations. Une des conséquences est que la chaîne WJBK-TV de Détroit, alors affiliée à CBS passe chez la Fox. CBS demande alors à E. W. Scripps Company propriétaire de la chaîne WXYZ-TV affiliée à ABC si elle veut passer chez CBS. E.W. Scripps menace ABC d'affilier WXYZ-TV à CBS si ABC n'accorde pas des affiliations pour quatre de ses stations. Pour résoudre ce problème, ABC prend contact avec SJL Broadcast Management pour acheter WTVG et WJRT-TV, deux stations qui desservent la région de Détroit.
Le 29 août 1995, ABC rachète WTVG et WJRT-TV (Flint) à SJL Broadcast Management qui deviennent des chaînes détenues et exploitées. Mais le contrat d'affiliation avec NBC s'achève en octobre et WTVG diffuse donc durant deux mois les programmes de NBC. Le 28 octobre 1995, WTVG débute la diffusion des programmes d'ABC.
Le 9 février 1996, The Walt Disney Company finalise son rachat de Capital Cities/ABC et rebaptise sa nouvelle filiale ABC Inc.
Le 3 novembre 2010, la presse annonce qu'ABC accepte de vendre les chaînes WJRT-TV à Flint et WTVG à Toledo, à leur ancien propriétaire Lilly Broadcasting (sous le nom SJL Broadcasting).
WTVG change officiellement de propriétaire le 1er avril 2011 pour SJL Broadcasting, conservant son affiliation à ABC, mais est vendue à Gray Television en 2014.

## Télévision numérique
Le signal numérique de la chaine est un multiplexe :
| Canal virtuel | Image | Ratio | Programmation                          |
| ------------- | ----- | ----- | -------------------------------------- |
| 13.1          | 720p  | 16:9  | Programmation principale WTVG / ABC HD |
| 13.2          | 720p  | 16:9  | The CW                                 |
| 13.3          | 480i  | 16:9  | MeTV                                   |
| 13.4          | 480i  | 16:9  | The365                                 |
| 13.5          | 480i  | 16:9  | Ion Television                         |
| 13.6          | 480i  | 16:9  | Dabl (en)                              |
| 13.7          | 480i  | 16:9  | WeatherNation TV (en)                  |
| 13.8          | 480i  | 16:9  | Outlaw                                 |